# Krzyki
Krzyki is een stadsdeel van Wrocław. Het is gelegen in het zuiden van de stad en telde anno 2008 in totaal 165.610 inwoners. Sinds 8 maart 1990 heeft het geen eigen bestuursrecht meer.

## Bezienswaardigheden
- Sky Tower, het hoogste gebouw van Wrocław.
- Watertoren van Wrocław, een watertoren uit 1904.
- Station Wrocław Główny, centraal station van Wrocław.

## Wijken
- Bieńkowice
- Bierdzany
- Borek
- Brochów
- Gaj
- Hub
- Jagodno
- Klecina

- Krzyki
- Księże Małe i Wielkie
- Lamowice Stare
- Nowy Dom
- Ołtaszyn
- Opatowice
- Partynice

- Południe
- Przedmieście Oławskie
- Rakowiec
- Świątniki
- Tarnogaj
- Wilczy Kąt
- Wojszyce

Fabryczna · Krzyki · Psie Pole · Stare Miasto · Śródmieście